# Jakub I. Kyperský
Jakub I. Kyperský (1334 – 9. září 1398, Nikósie) byl nejmladší syn krále Huga IV. Kyperského a od roku 1369 „konstábl Jeruzaléma“. Když jeho synovec Petr II. v roce 1382 zemřel, stal se Jakub kyperským králem. V letech 1382 až 1398 byl také králem Arménské Kilíkie a Jeruzaléma.
Jakub byl třetím synem Huga IV. Kyperského a jeho druhé manželky Alix z Ibelinu. Jeho starším nevlastním bratrem byl Guy, kníže z Galileje (1320–1343), a jeho bratry vlastními byli kyperský král Petr I. (1328–1369) a Jan z Lusignanu, kníže z Antiochie (1329–1375). Předtím, než se stal Jakub králem, zastával jiné úřady a byl známý pro svůj odpor proti janovské invazi na Kypr.

## Šlechtic
Když jeho otec v roce 1359, stal se kyperským králem Jakubův nejstarší žijící bratr Petr, který vládl 10 let, než byl v roce 1369 zavražděn. Petrovu dědici, jeho jedinému synu Petrovi II. bylo 14 let. Regentem za nezletilého krále se stal na tři roky nejstarší žijící syn Huga IV., starší Jakubův bratr Jan, titulární kníže z Antiochie; v lednu 1372 byl Petr II. korunován. Během regentství pozvala vdova po Petrovi I. Eleonora Aragonská na Kypr invazi Janovanů, aby pomstila svého manžela.
Vzhledem k tomu, že Janované měli na Kypru obchodní a finanční zájmy, které chtěli chránit a využívat, napadli v dubnu 1373 ostrov. Poté, co dosáhli převzetí dobře opevněného města Famagusta, zatkli a zadrželi Petra II. a jeho matku Eleonoru, která je pozvala. Potom, co zabili šlechtice, kteří zavraždili Petra I., chtěli převzít kontrolu nad ostrovem. Po konci války v roce 1375 Eleonora uspěla ve zprostředkování vraždy bratra svého manžela Jana z Lusignanu, knížete z Antiochie (bývalého regenta), o kterém tvrdila, že je zodpovědný za vraždu svého manžela. Jakub, další bratr, který byl také údajně ve skupině, která zavraždila Petra I., byl ale v té době ve vězení v Janově.
Jakub byl v roce 1369 jmenován konstáblem Jeruzaléma, druhým nejvyšším velitelem, zatímco jeho starší bratr byl konstáblem Kypru, což byla nejvyšší vojenská funkce, a v tomto úřadu vedl odpor proti invazi Janovanů v roce 1373.
Jakub i jeho bratr Jan vzdorovali invazi. Jakub bojoval ve velení sil v Kyrénii, kde úspěšně odolával tomuto janovskému útoku. Jeho mladý synovec Petr II. však s Janovany, kteří měli v držení Famagustu, podepsal smlouvu. Podle smlouvy musel Jakub opustit Kypr. Janované ho považovali za vůdce svých odpůrců na Kypru. V roce 1374 opustil ostrov na lodi z Kyrénie. Loď byla donucena zastavit na ostrově Rhodos, kde byl společně s manželkou zajat Janovany. Na Rhodu nebo v Janově zemřela jejich malá dcera. V roce 1375 se v Janově narodil jejich první syn Janus. V Janově žil se svou manželkou v zajetí v těžkých podmínkách devět let. Mnoho z jejich dalších dětí se pravděpodobně narodilo také v Janově.

## Král
V roce 1382 zemřel bez dědiců král Petr II. a kyperský parlament rozhodl, aby se králem stal Jakub, který byl stále v janovském zajetí. Než Janované souhlasili s jeho propuštěním, vyjednali s ním nová privilegia pro komerční aktivity a 2. února 1383 obdrželi jeho podpis na „vyděračské“ dohodě. Famagusta zůstala pod svrchovaností Janovanů, což nikdy neuznal ani Jakub, ani žádný král po něm. Během své vlády se pokusil město znovu získat.
Během čekání na Jakubův návrat z vězení bylo království ovládáno regentskou radou dvanácti šlechticů. V roce 1383 podepsal podmínky propuštění, než ale s manželkou přijel na Kypr, řada šlechticů se proti těmto podmínkám ohradila a hledala jiného panovníka. Mezi nimi byli bratři Perot a Wilmot de Montolif (Perotte and Vilmonde de Montolivve). Perot soukromě povzbudil vdovu po Petrovi II., královnu Valentinu, aby převzala vládu nad ostrovem, veřejně však podporoval její dceru Mariette nebo Markétu. Bratři Montolifové měli osobní ambice přiženit se do královské rodiny. Když se Jakub vrátil na Kypr, mnoho lidí ho odmítlo jako krále. Jakub jako jeruzalémský konstábl nařídil vypálit dvě bezbranná města, když mu obyvatelé ze strachu před vzbouřenými šlechtici neslíbili věrnost jako svému panovníkovi. Bratři Montolifové byli posláni vzbouřenými šlechtici, aby se pokusili vyjednat lepší podmínky pro Jakubovo propuštění z Janova, aniž by to stálo Kypr, ale neuspěli a odmítli podmínky dohody, kterou Jakub již podepsal. Jakubův doprovod z Janova nebyl schopen dokončit svou misi podle podmínek dohody a vypršel časový limit, který jim byl dán. Doprovod se vrátil i s Jakubem do Janova. V dubnu 1385 zanechal Jakub svého syna Jana v Janově jako rukojmí a pokusil se vrátit na Kypr, proto odjel do Nikósie, kde byl přivítán s velkým nadšením. V květnu 1385 byl korunován v katedrále svaté Sofie patriarchou Pavlem Palailogem Tagaridem. Po korunovaci byli jeho odpůrci zatčeni a potrestáni. Bratři Montolifové byli popraveni. Jakub zavedl daň, aby získal finanční prostředky na výkupné za svého syna. To se podařilo více než sedm let po jeho korunovaci, v prosinci 1392.
Jakub I. byl v roce 1389 korunován králem Jeruzaléma. V roce 1393 zemřel arménský král Lev VI. a Jakub si nárokoval titul arménského krále, který mu byl formálně dán v roce 1396. Toto království bylo nyní zredukováno na město Korikos, které bylo v kyperských rukou od doby jeho dobytí Petrem I. Kyperským. Král Jakub zemřel 9. září 1398 v Nikósii ve věku asi 64 let.

## Manželství a potomci
Podle některých zdrojů se Jakub oženil s o čtyři roky mladší Anežkou Bavorskou, dcerou Štěpána II. Bavorského a Alžběty Sicilské. Toto manželství, za předpokladu, že se uskutečnilo, bylo uzavřeno předtím, než se Jakub oženil se svou známou manželkou Helvis Brunšvicko-Grubenhagenskou kolem roku 1365.
Jakub se v roce 1365 oženil se svou příbuznou Helvisou Brunšvicko-Grubenhagenskou (1353–1421), dcerou jeruzalémského konstábla Filipa a Helvisy z Dampierre. Její bratr Jan byl kyperským admirálem. Jakub měl s Helvisou dvanáct dětí:
- Janus Kyperský
- Filip z Lusignanu
- Jindřich z Lusignanu
- Odo z Lusignanu
- Hugo Lancelot z Lusignanu
- Guy z Lusignanu
- dcera
- Jacqua z Lusignanu
- Eschiva z Lusignanu
- Marie z Lusignanu
- Anežka z Lusignanu
- Isabela z Lusignanu

Po Jakubově smrti nastoupil na trůn jeho nejstarší syn Janus.